# Carlos Alberto Teixeira Mariano
Carlos Alberto Teixeira Mariano, noto semplicemente come Mariano (Porto, 21 novembre 1975), è un ex calciatore portoghese, di ruolo difensore o centrocampista.